# Embraer EMB 120 Brasilia
El Embraer EMB 120 Brasilia es un avión bimotor turbohélice fabricado por Embraer. Su primer vuelo tuvo lugar el 27 de julio de 1983, y entró en servicio comercial en octubre de 1985. Desde 1994, el fabricante se ha centrado exclusivamente en el EMB 120ER, versión de alcance extendido (1575 km) y mayor capacidad.
La mayoría de los EMB-120 fueron vendidos a los Estados Unidos aunque también algunas compañías europeas, como Air France, se hicieron con alguna unidad. Aunque no se fabrican aviones de este modelo desde 2002, permanece disponible bajo demanda porque se monta en la misma cadena que los ERJ y mantienen muchas piezas en común. La práctica desaparición de los aviones comerciales a hélice a finales de los 90 estuvo causada por la rápida llegada de los reactores regionales, siendo el EMB-120 clara víctima de ello. Solo la posibilidad de ser ensamblado en la misma cadena de montaje que las versiones a reacción le han permitido sobrevivir, algo que no ocurrió con el Saab 340 o el Dornier 328. Como el avión sigue oficialmente "en producción", es posible que el resurgir que están experimentado los turbohélices resulte en un aumento de pedidos del Brasilia.

## Diseño y desarrollo

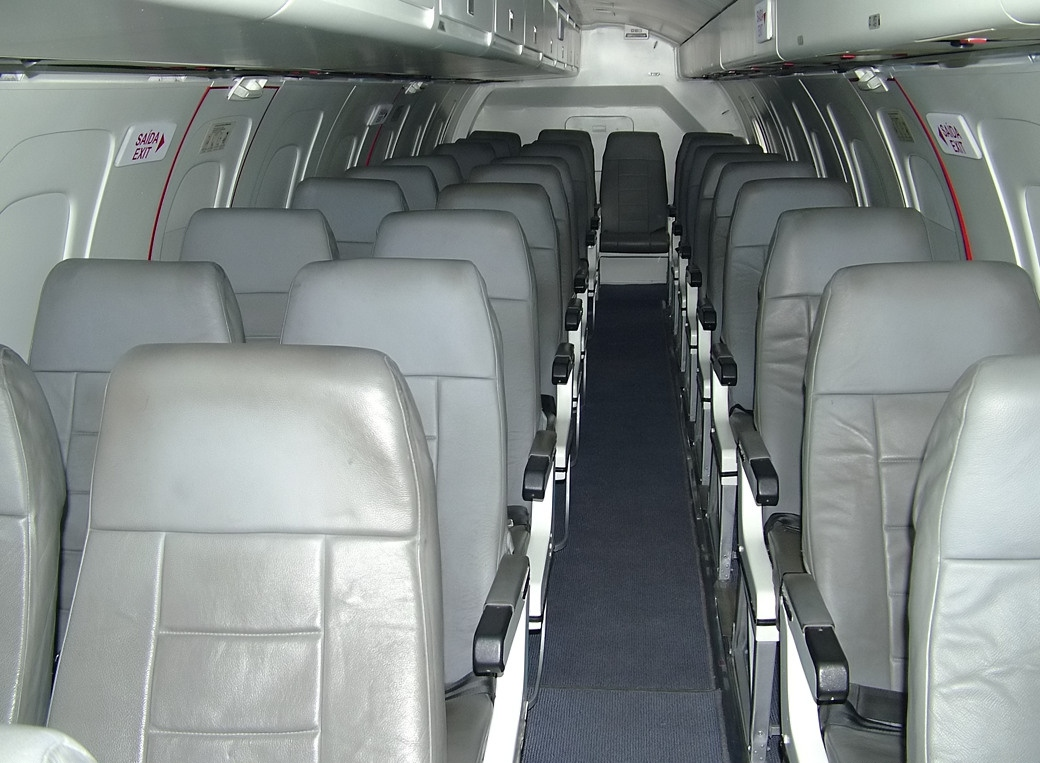
Cabina económica en configuración 1-2

Después del éxito cosechado por el EMB-110 Bandeirante, en la compañía Embraer dieron comienzo al desarrollo de una nueva gama de aviones de transporte. A mediados de los años 1970 presentaron la familia 12X, que estaba compuesta de tres modelos: el EMB-120 Araguaia, EMB-123 Tapajós y el EMB-121 Xingu. El EMB-121 se convertiría posteriormente en el único modelo de la gama 12X en ser producido en serie. El EMB-120 se presentó de modo oficial en el año 1979, después de haber pasado por una serie de evaluaciones del proyecto por parte de clientes potenciales pertenecientes a la CAAA (Commuter Airline Association of America). De este modo, el diseño original de Araguaia dio paso a un nuevo diseño denominado Brasilia, que no estaba relacionado con la familia 12X, cuya capacidad aumentó de los 24 a los 30 asientos. La primera aeronave entró en servicio con la aerolínea Atlantic Southeast Airlines en octubre de 1985.

## Componentes

### Electrónica
| Sistema       | País                      | Fabricante        | Notas  |
| ------------- | ------------------------- | ----------------- | ------ |
| Sensores AoA  |                           |                   | 2      |
| TAWS (opción) | Bandera de Estados Unidos | Sandel Avionics   | ST3400 |
| ACAS II       | Bandera de Estados Unidos | Collins Aerospace |        |

## Variantes

### EMB 120
La versión básica de producción.

### EMB 120ER
Ampliación del área y la versión mayor capacidad. Todos los S EMB-120ER / N se puede convertir en el modelo EMB-120FC o en el modelo EMB-120QC.

### EMB 120FC
Versión completa de la carga.

### EMB 120QC
Cambio rápido de carga de versión.

### EMB 120RT

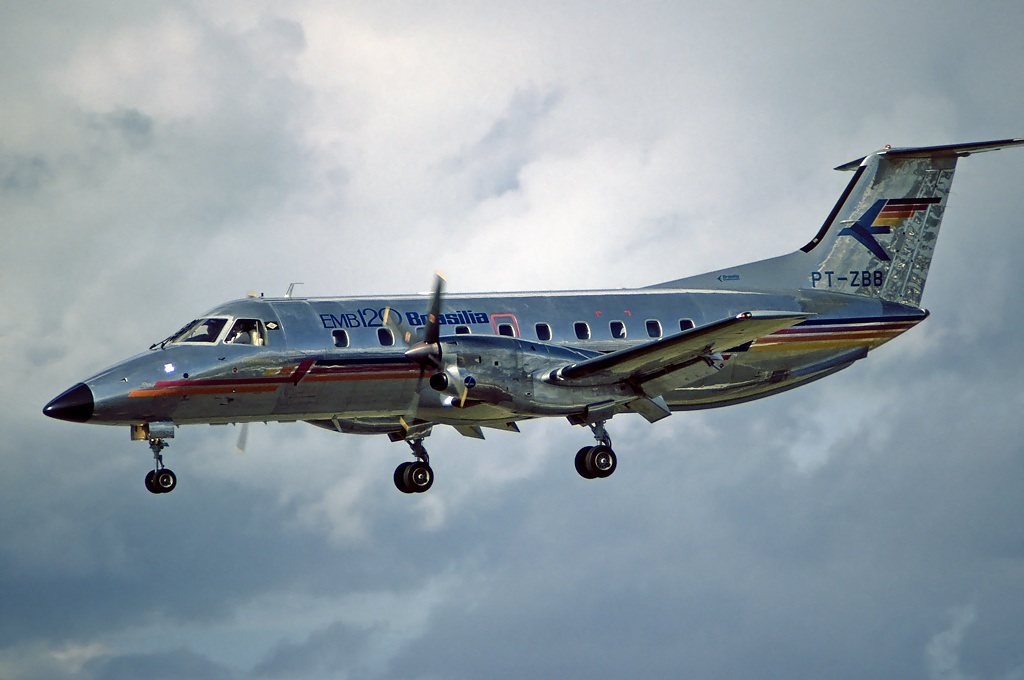
EMB-120RT Brasilia en el Salón Aeronáutico de Farnborough de 1984.

Transporte versión. Todos los EMB-S 120RT / N se puede convertir en el modelo EMB-120ER.

### VC-95
Versión de transporte VIP para la Fuerza Aérea Brasileña.

### VC-97
VIP versión de transporte para la Fuerza Aérea Brasileña.

## Operadores militares y gubernamentales
Angola
- Fuerza Aérea Angoleña. 2 EMB-120ER recibidos en 2007. Los aviones, T-500, c/n 120-357, y T-501, c/n 120-358, son los últimos Brasilias fabricados.[4]

 Brasil
- Fuerza Aérea Brasileña. 18 en servicio.
  - 6º Esquadrão de Transporte Aéreo[5]

 Uruguay
- Fuerza Aérea Uruguaya- 1 C-120
  - Brigada Aérea 1
    - Escuadrón Aéreo N.º 3

## Operadores civiles

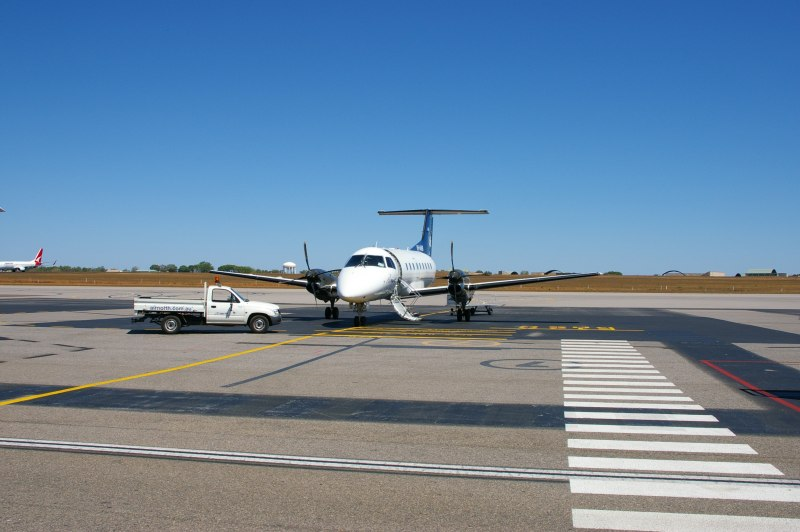
Airnorth Embraer EMB 120 Brasilia

En mayo de 2020, 133 aviones EMB 120 estaban en servicio en las diferentes aerolíneas de todo el mundo. Los principales operadores son:
 Australia
- Airnorth (5)[6]

 Sudáfrica
- Sahara African Aviation (11)[7]

 Colombia
- Charter Express (4)
- SARPA (2)

 Estados Unidos
- Ameriflight (10)
- Freight Runners Express (8)[8]
- Via Airlines (4)[9]
- Denver Air Connection (1)[10]
- Key Lime Air (1)[11]
- PenAir (1)

 España
- Swiftair (6) (Todos versión de carga)[12]

 Francia
- Atlantique Air Assistance (1)

 Guinea Ecuatorial
- Guinea Airways

 Kenia
- Freedom Airline Express (3)

 Haití
- Sunrise Airways (1)[13]

 Hungría
- Budapest Aircraft Service (3)

 México
- Aéreo Calafia (1)
- Aero Owen(1)

 Moldavia
- Air Moldova (1)

 Rusia
- Region Avia Airlines (8)

 Tanzania
- Flightlink (2)[14]

 Zaire 

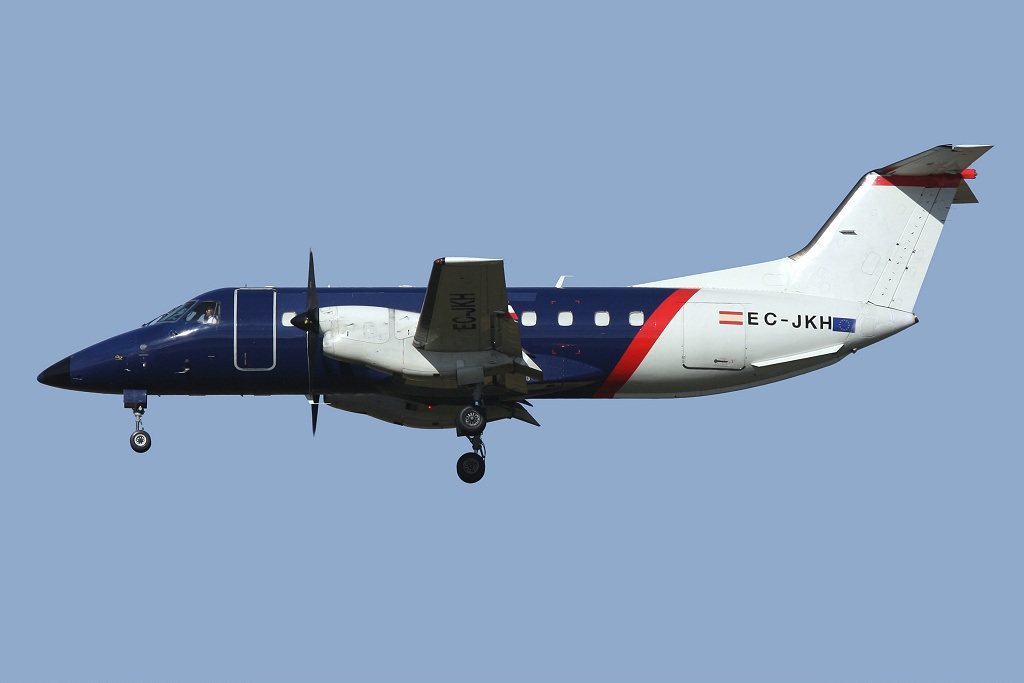
Embraer EMB 120RT Brasilia de Swiftair.

- African Airlines Investments (Pty) Ltd (5)

 Venezuela
- Transcarga (2)
- Albatros Airlines (1)[15][16]

Otras 40 aerolíneas de menor tamaño también operan este modelo.

### África
Angola
- Air 26 (7)[18]

 Ghana
- Unity Air Ghana (1)[19]

 Zambia
- Proflight Zambia (1)[20]

### América
Brasil
- RICO Linhas Aereas (6)[21]
- SETE Linhas Aereas (4)[22]
- Total Linhas Aereas (3)[23]
- Rio Sul (3)[24]

 Estados Unidos
- SkyWest Airlines (62)[25]
- West Air Commuter (42)
- Great Lakes Aviation (16)
- Atlantic Coast Airlines (14)
- Mesa Airlines (6)[26]
- Continental Express (3)[27]
- Menard (2)[28]
- Everts Air Cargo (2)[29]
- Trans States Airlines (1)[30]

### Asia
Indonesia
- Premiair (1)[31]

### Europa
Alemania
- DLT Luftverkehrsgesellschaft (7)[32]

 Eslovenia
- SkyEurope Airlines (7)

 Luxemburgo
- Luxair (4)

### Oceanía
Australia
- Network Aviation (7)[33]
- Skippers Aviation (6)[34]

## Especificaciones

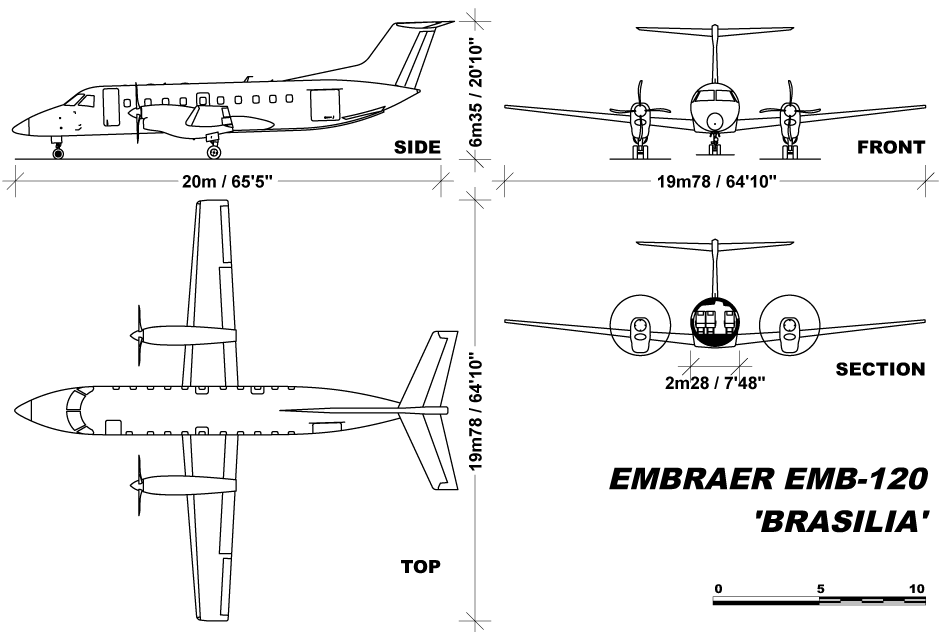
Geometría descriptiva del Embraer EMB 120 Brasilia.

### Características generales (EMB 120)
- Envergadura: 19,78 m
- Longitud: 20 m
- Altura: 6,35 m
- Superficie alar: 39,4 m²
- Motores: Pratt & Whitney Canada PW118A/B 1800 hp (1340 kW)

- Peso máximo al despegue: 11 500 kg / 26 433 lbs (Versión ER)
- Peso máximo al aterrizaje: 11 250 kg / 25 794 lbs (Versión ER)
- Pasajeros: 30
- Versión ER: 400 kg adicionales de combustible
- Aviónica: Collins EFIS de 5 pantallas, pilotos automáticos duales

### Tripulación
- 3; 2 pilotos y 1 auxiliar de vuelo

### Prestaciones
- Velocidad de crucero: 565 km/h (300 nudos)
- Alcance: 1428 km
- Techo de vuelo: 32000 pies
- Carrera de despegue: 1100 m.

### Desarrollos relacionados
- Embraer EMB 110
- Embraer EMB 121

### Aeronaves similares
- BAe Jetstream 41

### Listas relacionadas
- Anexo:Aviones de línea regionales